# Тремаргат
Тремарга́т (фр. Trémargat, брет. Tremargad) — коммуна во Франции, находится в регионе Бретань. Департамент — Кот-д’Армор. Входит в состав кантона Ростренен. Округ коммуны — Генган.
Код INSEE коммуны — 22365.

## География
Коммуна расположена приблизительно в 420 км к западу от Парижа, в 120 км западнее Ренна, в 45 км к юго-западу от Сен-Бриё.
Вдоль восточной границы коммуны протекает река Блаве.

## Население
Население коммуны на 2016 год составляло 181 человек.
| 1962 | 1968 | 1975 | 1982 | 1990 | 1999 | 2008 | 2016 |
| ---- | ---- | ---- | ---- | ---- | ---- | ---- | ---- |
| 217  | 243  | 199  | 187  | 152  | 171  | 168  | 181  |

## Администрация
| Период | Период | Фамилия      | Партия       | Примечания |
| ------ | ------ | ------------ | ------------ | ---------- |
| 1995   | 2001   | Эрик Амон    |              |            |
| 2001   | 2008   | Венсан Мюнен |              |            |
| 2008   | 2014   | Эрик Бреэн   |              | учитель    |
| 2014   |        | Иветт Клеман | Разные левые | фермер     |

## Экономика
В 2007 году среди 111 человек в трудоспособном возрасте (15—64 лет) 81 были экономически активными, 30 — неактивными (показатель активности — 73,0 %, в 1999 году было 76,2 %). Из 81 активных работали 76 человек (35 мужчин и 41 женщина), безработных было 5 (2 мужчин и 3 женщины). Среди 30 неактивных 16 человек были учениками или студентами, 7 — пенсионерами, 7 были неактивными по другим причинам.

## Достопримечательности
- Церковь Нотр-Дам, крест и кладбище (XVI век). Исторический памятник с 1927 года[3]
- Доисторическая стоянка Туль-Гулик (эпоха неолита). Исторический памятник с 1965 года[4]
- Усадьба Лампуль-Изеллан (XVII век). Исторический памятник с 1965 года[5]
- Менгир Парк-ар-Менир (эпоха неолита). Исторический памятник с 1967 года[6]
- Менгир Пра-Ру-Серш (эпоха неолита). Исторический памятник с 1968 года[7]
- Менгир Пра-Тёнторан (эпоха неолита). Исторический памятник с 1968 года[8]

## Фотогалерея
- Церковь Нотр-Дам
- Карта коммуны